# Herbert William Lloyd
Herbert William Lloyd, CB, CMG, CVO, DSO, avstralski general, * 18. november 1883, † 10. avgust 1957.